# Retard (efecte)

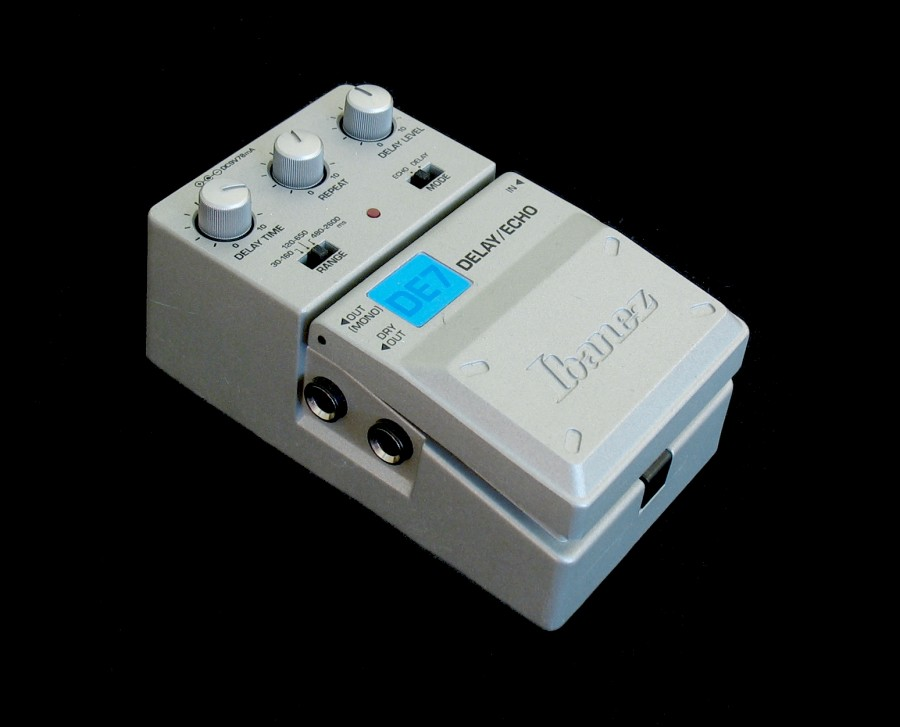
Pedal de retard

Retard (anglès: delay) és un efecte de so que consisteix en la multiplicació i retard d'un senyal sonor. Un cop processat el senyal es barreja amb l'original. El resultat és el clàssic efecte d'eco sonor.
En qualsevol mòdul de retard senzill es poden trobar els següents paràmetres de control:
- Retard: és el temps que triga a produir-se un eco, se sol mesurà en mil·lisegons o estar sincronitzat amb un tempo.

- Feedback o retroalimentació: és la quantitat de vegades que es repeteix el senyal sonor, el qual, pot agafar qualsevol valor entre 1 i infinit.

- Barreja: És la quantitat de so retardat que es barreja amb l'original. De vegades anomenat Wet-Dry, de l'anglès, Wet són els ecos i Dry el so original.

Aquests són els paràmetres bàsics de qualsevol mòdul de retard, però no són els únics possibles. En mòduls més avançats es pot controlar la caiguda de freqüències en el temps, ajustar el temps de repetició de diversos ecos, sincronitzar amb MIDI o filtrar freqüències.
Existeixen molts models diferents de retard, tant en la forma del mòdul analògic, com en la forma del mòdul digital, però la major creativitat es troba en els mòduls de retard de Software, disponibles en diverses plataformes (VST, DX, RTAS, AudioUnit, etc.)

## Retards síncrons
Un retard síncron o sincrònic és aquell que el seu retard correspon a una fracció sencera del tempo, existint retards a blanques, negres, corxeres, etc. Per calcular un retard síncron se segueix la següent fórmula:

{\displaystyle D={\frac {240\cdot 10^{3}}{n\cdot T}}}

D: retard en mil·lisegons.
T: el tempo expressat en negres per minut.
n: duració relativa a una rodona.

## Història

### Els inicis del retard
Durant els últims mesos de la segona guerra mundial, l'enginyer de so John T. Mullin, que estava a Europa amb la U.S Army Signal Corps investigant els avenços alemanys en Ràdio i Electrònica, va endur-se cap Amèrica un Magnetophon de la companyia AEG que va trobar a una emissora de ràdio a prop de Frankfurt. L'any 1948 l'empresa estatunidenca Ampex llençà l'Ampex 200, el primer magnetòfon que es comercialitzà. A partir d'aquí musics i compositors com Les Paul, Pierre Schaeffer o Karlheinz Stockhausen comencen a experimentar amb la nova invenció. Al principi es feien servir magnetòfons i loops (Cercles tancats) de cinta per crear retard i Sound-on-Sound, i el temps de repetició variava segons la llargada del loop i la velocitat de reproducció de la cinta. També es van començar a fer servir tècniques que involucraven fer passar la cinta per diversos magnetòfons, o es modificaven els magnetòfons afegint més capçals per produir ecos amb diferent sincronismes.

### Primeres unitats d'eco
La primera unitat d'eco, pròpiament dita, apareix l'any 1953. Formava part d'un amplificador de guitarra l'EchoSonic inventat i fabricat per Ray Butts. Aquest amplificador comptava amb una unitat d'eco usant un loop de cinta magnètica, que es trobava dins del moble, just darrere de l'altaveu. Va ser la primera unitat d'eco a produir Slapback eco, és a dir, un eco amb un temps de repetició molt curt. I va ser molt popular amb musics com Chet Atkins, Roy Orbison, Scotty Moore guitarrista d'Elvis Presley o Carl Perkins. Ray Butts només va construir 68 unitats.

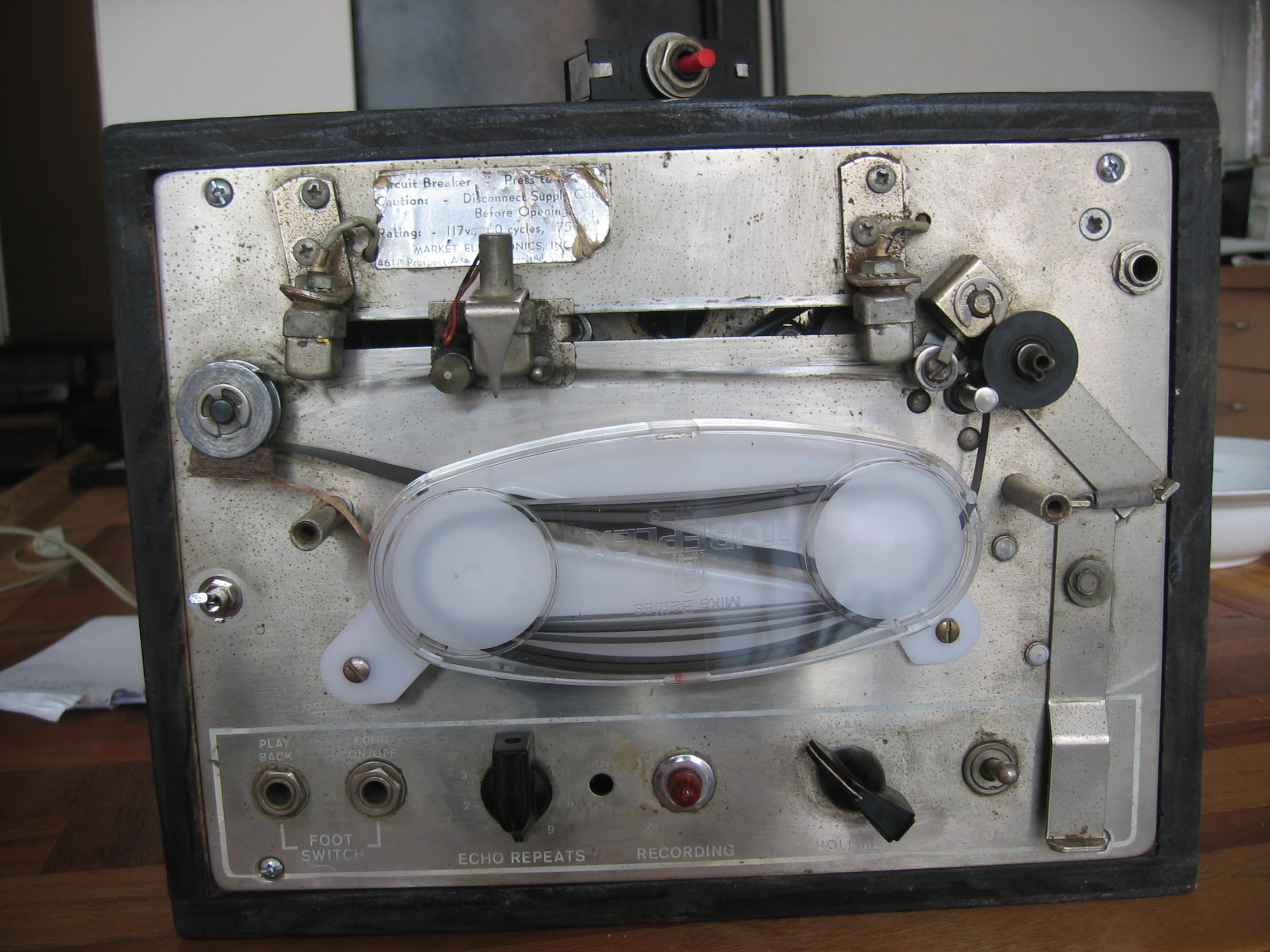
Echoplex EP-2

L'any 1959 Apareix el CopyCat, invent de l'enginyer Charlie Watkins i produït a Anglaterra per la companyia Watkins/Wem. El CopyCat era una unitat de retard que feia servir un loop de cinta magnètica i constava d'un capçal de gravació, un d'esborrat, i tres de reproducció, situats, cada un, a major distància del capçal de gravació. El temps de retard venia donat per la distància entre el capçals de gravació i el de reproducció, ja que la velocitat de rotació de la cinta magnètica era constant. També incorporà un control de feedback.
A finals de la dècada dels 50 també va aparèixer l'Echorec, produïda per Binson, una empresa italiana. L'Echorec es basava en el mateix principi d'emmagatzemar el senyal en un medi magnètic i ser reproduït més tard, però en comptes de cinta magnètica feia servir un cinturó de metall al voltant d'un plat giratori, donant-l'hi un aspecte molt semblant al d'un tocadiscs, amb els capçals situats al voltant del plat. Aquest mètode l'hi donava una velocitat de reproducció estable i una qualitat d'àudio molt bona, ja que el cinturó de metall no patia el desgast que patia la cinta magnètica. Però el seu elevat cost va relegar l'invent a ser un producte HI-FI.
L'any 1961 apareix l'Echoplex dissenyat per Mike Battle, i comercialitzat per la companyia nord-americana Maestro. L'Echoplex comptava amb un sol capçal de reproducció movible, i això permetia variar la distància entre el capçal de gravació i el reproductor, i per tant, el temps de repetició. Al llarg de la dècada dels 60 i principis dels 70 van aparèixer més unitats de retard usant cinta magnètica, un dels més coneguts va ser el Roland Space Echo. Les unitats de retard utilitzant cinta magnètica no eren perfectes i patien problemes, el més comú era el desgast del loop la cinta, i per tant, la baixa qualitat sonora dels ecos, un altre problema era el mecanisme d'arrossegament de la cinta i el motor. Si la velocitat no era constant es produïen diferències de temps en l'eco i pujades o baixades en la tonalitat dels ecos. Aquest problemes donaven unes so "especial" als retards produïts per cinta magnètica, que va ser el mètode més popular fins a l'aparició de les unitats amb BBD.
Un altre mètode utilitzat per crear eco va ser l'Oil Can Echo (en anglès: Eco de llauna d'oli) o també anomenat Tuna Can Echo (en anglès: Eco de llauna de tonyina). Inventat per Ray Lubow de la companyia nord-americana Tel-Ray, que després esdevenir Morley. Aparegué a principis de la dècada dels anys 60 i va ser incorporat, sota llicència Tel-Ray, per constructors com Fender, Gibson o el mateix Morley. El principi de funcionament era diferent al de la cinta magnètica i més semblant a un condensador. Les unitats constaven d'una cinta de goma rotatòria a la que se l'hi aplicava un senyal elèctric mitjançant un cable conductor, el senyal s'emmagatzemava com a càrrega electroestàtica a la superfície de la cinta de goma. El mecanisme estava ubicat dintre d'un tambor de metall, semblant a una llauna de tonyina, ple d'un oli especial que actuava d'isolador per a impedir que les càrregues electroestàtiques s'escapessin. El senyal després era recuperat per una pastilla electromagnètica. La velocitat de rotació de la cinta de goma donava el temps de retard. Les imperfeccions d'aquest sistema l'hi van donar un so molt característic i únic, una barreja d'eco i tremolo.